# جمالا
جمَالا قرية فلسطينية تقع في الضفة الغربية،  على بعد 18 كيلومترًا شمال غرب رام الله، وتتبع محافظة رام الله والبيرة وقعت تحت الاحتلال الإسرائيلي في حرب 1967 وبحسب الجهاز المركزي للإحصاء الفلسطيني، بلغ عدد سكان البلدة 1664 نسمة في عام 2017. تشكل جمالة، مع بيتللو ودير عمار، بلدة الاتحاد الجديدة، التي تقع على بعد شمال غرب رام الله، ويحدها من الشرق أراضي كوبر والزيتونة، ومن الشمال أراضي دير أبو مشعل ودير نظام وعابود، ومن الغرب أراضي شبتين ودير قديس، ومن الجنوب قرى رأس كركر وخربثا بني حارث والزيتونة والجانية.

## التسمية
أطلق الرومان على جمالا اسم Gaphar Gamala، وربما اشتق منها اسمها الحالي،  والاسم مشتق من الجمال البارز في الكنائس الرومانية القديمة، وسبب آخر أن القرية كانت محطة قوافل الجمال التجارية بين المدن الفلسطينية اسم الفاعل من كلمة جمل وهو جمال والمجموعة من الجمالين تسمى جمالة.

## التاريخ
تم العثور في جمالا على قطع فخارية من العصر الهلنستيوالروماني، والبيزنطي.

### العصر العثماني
تم ضم جمالة إلى الدولة العثمانية سنة 1517 مع كامل فلسطين، وفي سنة 1596 ظهرت في سجلات الضرائب على أنها تقع في ناحية القدس في لواء القدس، وكان عدد سكانها 22 أسرة، جميعهم من المسلمين، عمل سكانها في المنتجات الزراعية، بما في ذلك القمح والشعير وأشجار الزيتون وأشجار الفاكهة والماعز وخلايا النحل، بالإضافة إلى الإيرادات العرضية، بإجمالي 11000 آقجة. وقد تم العثور هنا أيضًا على قطع فخارية من العصر العثماني المبكر في عام 1838، تم تسجيل جمالة كقرية إسلامية في قضاء بني حارث، شمال القدس.
في مايو 1870، وجد فيكتور جورين أن القرية، التي أطلق عليها اسم جمالا، يبلغ عدد سكانها 350 نسمة، وأشار أيضًا إلى أن بعض المنازل كانت مبنية من الحجارة، والتي بحجمها وانتظامها، تتحدث عن العصور القديمة في عام 1882، وصف مسح مؤسسة أبحاث فلسطين لفلسطين الغربية قرية جمالة بأنها قرية صغيرة جدًا، بها مسجد صغير على أرض مرتفعة.

### الحكم الأردني
في أعقاب النكبة، وبعد اتفاقيات الهدنة عام 1949، أصبحت جمالة تحت الحكم الأردني. وجد تعداد السكان الأردني لعام 1961 أن عدد سكان جمالة يبلغ 322 نسمة.

### الاحتلال الإسرائيلي
وقعت القرية تحت الاحتلال الإسرائيلي عام 1967.

## السكان
قدر عدد سكانها عام 1922 حوالي (119) نسمه، وفي عام 1945 (200) نسمه، وفي عام 1967 (268) نسمه، وفي عام 1987 (527) نسمه، وفي عام 1996 بلغ (967) نسمه وفي عام 1997 بلغ عدد(1028) نسمة وفي عام 2004 بلغ عدد (1418) نسمة،

## السياحة والآثار
تعد القرية ذات موقع أثري، حيث تحتوي على أساسات كنيسة مطمورة ويحيط بالقرية العديد من المواقع الأثرية، منها خلة العرايس، وخربة كابربور، وقرية بطن الحية، ومغارة البزار، ومقام أبو رجال، ومقام الشيخ شاهين.

## العائلات
يعيش في القرية ثلاث عائلات:
- عائلة درامنه.
- عائلة دار ابو كامش.
- عائلة البزار.